# Emil Dessewffy

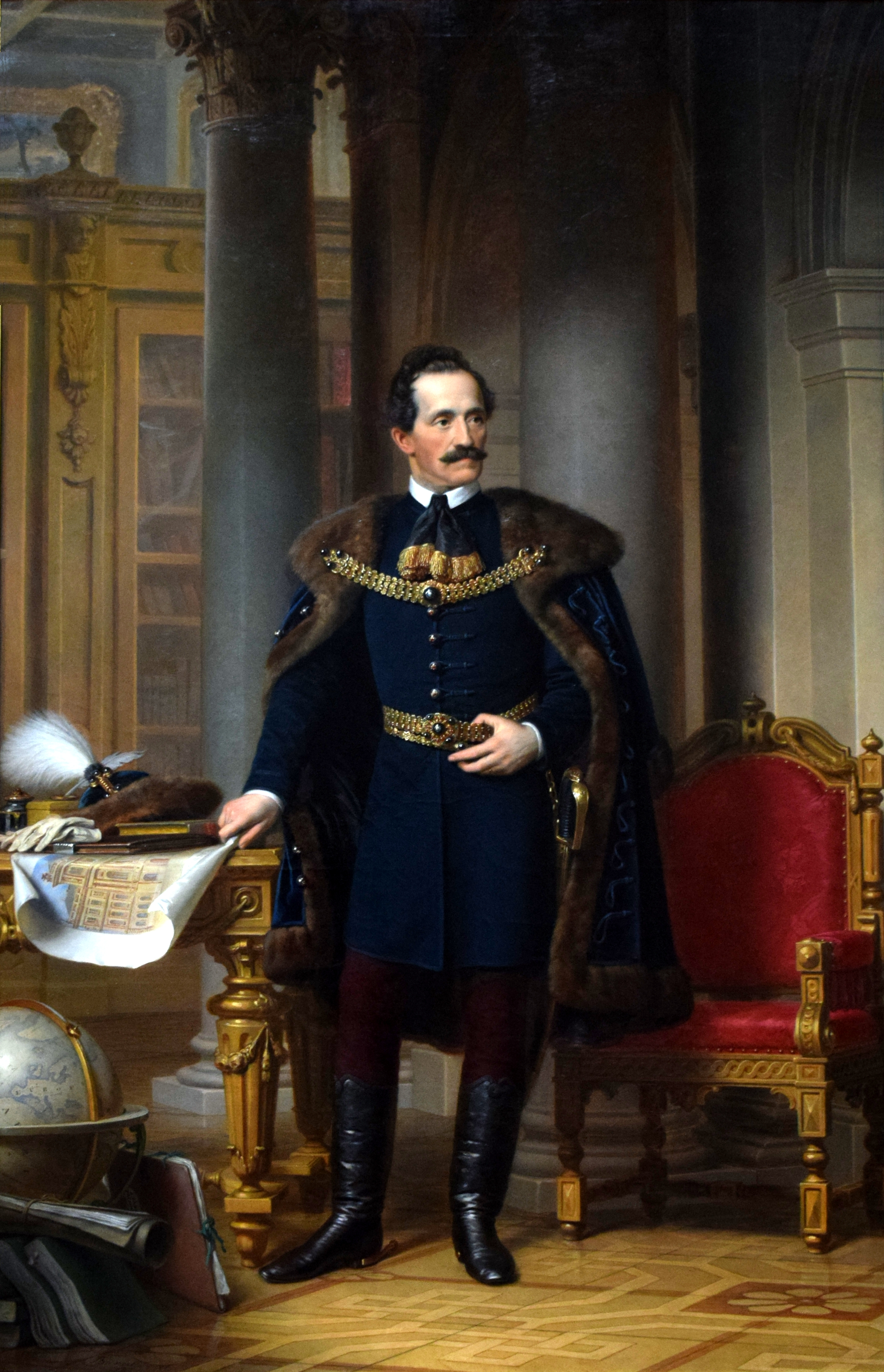
Graaf Emil Dessewffy

Graaf Emil Dessewffy de Csernek et Tarkeő (Eperjes, 24 februari 1814 - Pozsony, 28 januari 1866) was een Hongaars conservatief politicus en leider van de Conservatieve Partij. Hij was voorzitter van de Hongaarse Academie van Wetenschappen van 1855 tot aan zijn dood.
Hij stamde uit het Hongaarse adelsgeslacht Dessewffy. In 1836 trouwde hij met barones Paula Wenckheim, de zus van Béla Wenckheim. Na de dood van zijn broer Aurél Dessewffy werd hij de leider van de conservatieve beweging. In 1861 was hij lid van de Aansprekingspartij en vanaf 1865 van de Deák-partij.